# Festenburg (Gemeinde Sankt Lorenzen)
Festenburg ist eine Ortschaft der Gemeinde Sankt Lorenzen am Wechsel in der Steiermark mit 138 Einwohnern (Stand 1. Jänner 2024). Einzelne Häuser der Siedlung rechts des Hinteren Waldbachs gehören zur Gemeinde Waldbach-Mönichwald.
Festenburg liegt nordwestlich von Sankt Lorenzen und ist über Bruck an der Lafnitz erreichbar. Im Ortsgebiet liegen weiters die Rotten Demmeldorf, Dorfstatt, Dreibach, Greith und Höfern. Das Schloss Festenburg, eine ursprünglich um 1200 errichtete Klosterburg, befindet sich oberhalb des Ortes.
In Festenburg besteht seit 1712 eine Schule, die zunächst in der Burg untergebracht war und 1902 das neu errichtete Schulhaus in Demmeldorf bezog. 1973 wurde das Schulhaus erweitert und umgebaut. In Erinnerung an den Dichter Ottokar Kernstock trägt die Schule heute den Namen Dr. Ottokar-Kernstock-Volksschule.
In Festenburg vereinigen sich Hinterer (mit dem Breingrabenbach) und Vorderer Waldbach zur Schwarzen Lafnitz.

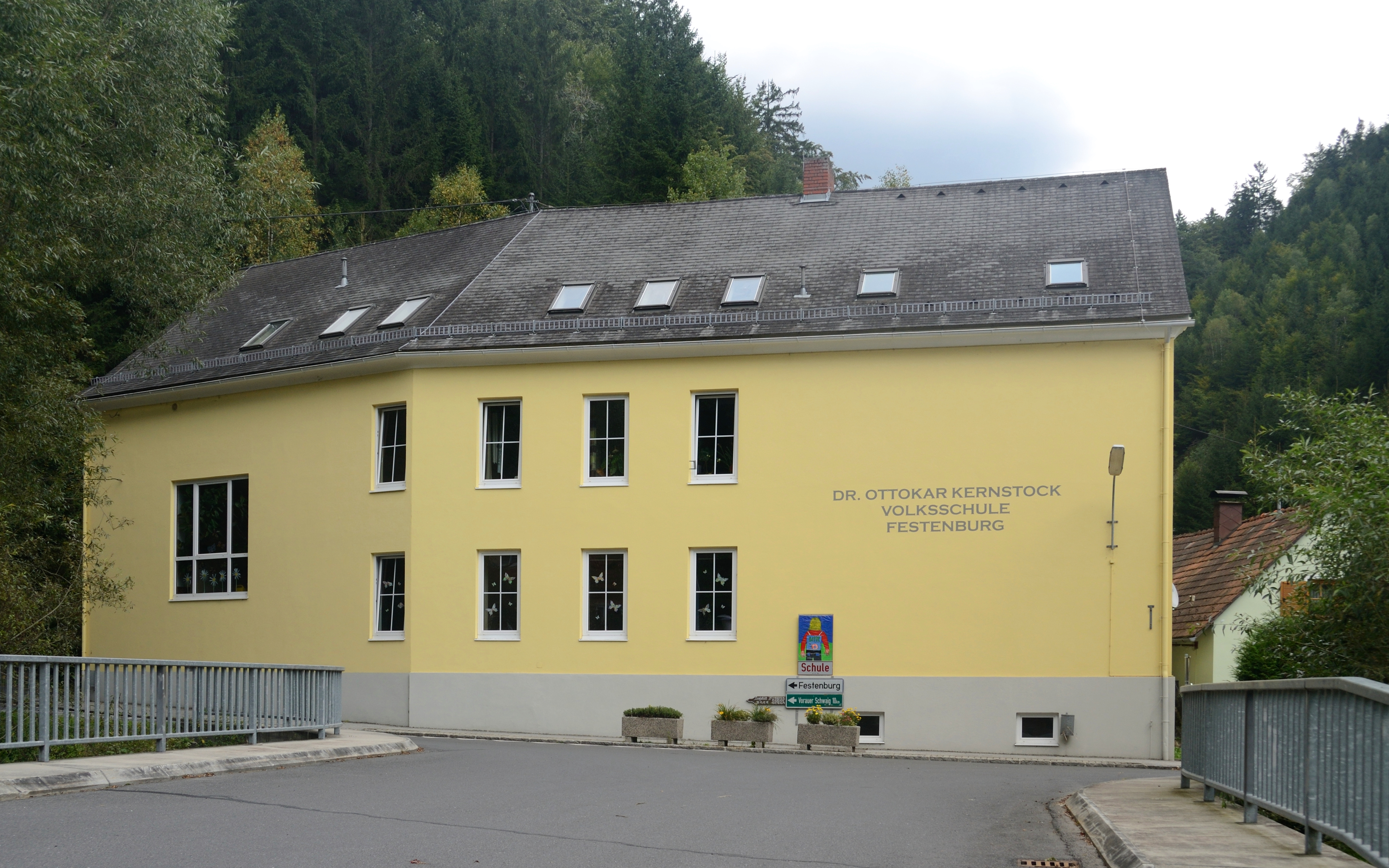
Volksschule
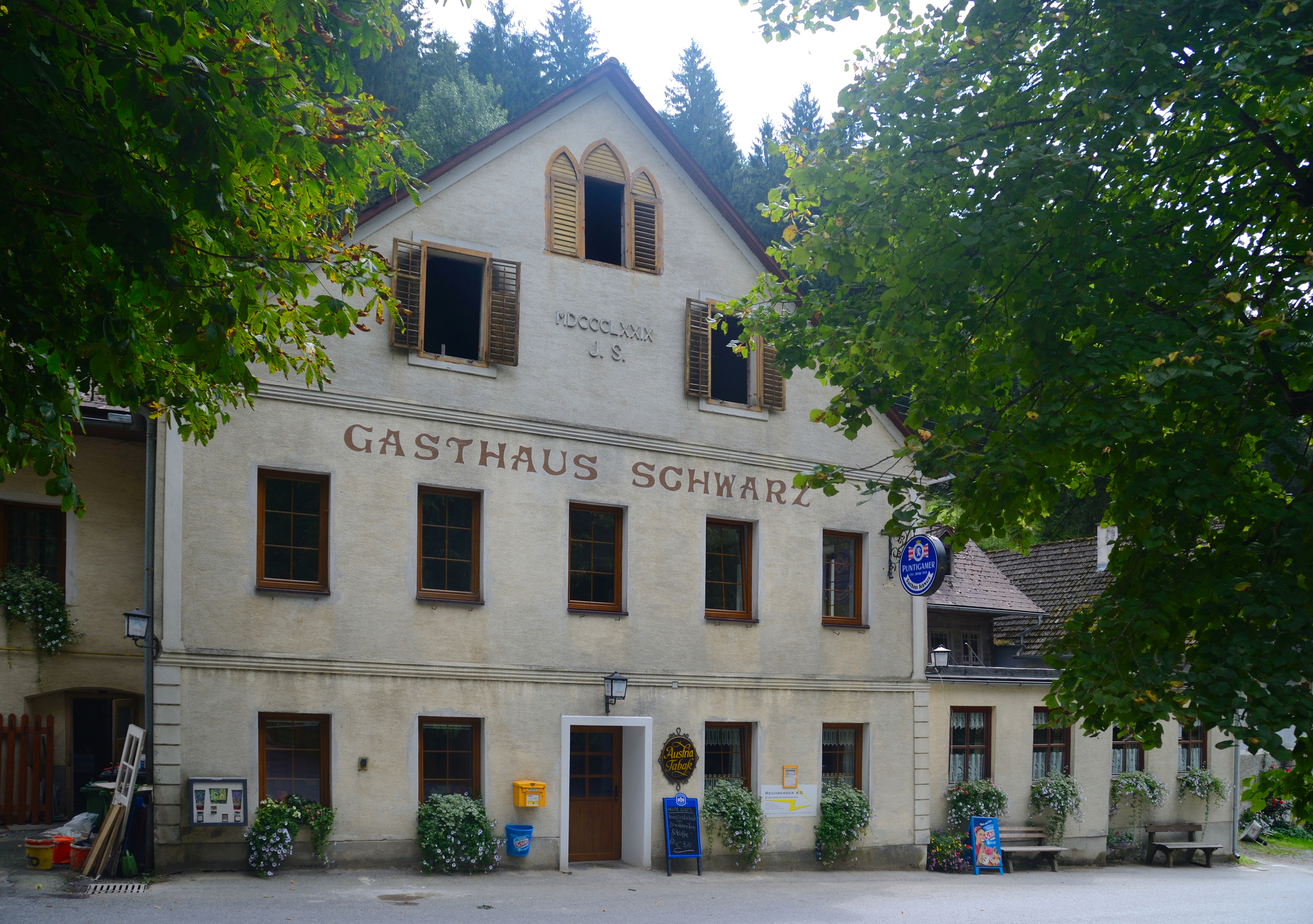
Gasthof Schwarz

## Persönlichkeiten
- Ottokar Kernstock (1848–1928), Dichter, Priester und Augustiner-Chorherr, wirkte hier als Pfarrer